# Richard Scott, X duca di Buccleuch
Richard Walter John Montagu Douglas Scott, X duca di Buccleuch e XII duca di Queensberry (Edimburgo, 14 febbraio 1954), è un nobile scozzese.

## Biografia
Richard Scott è nato a Edimburgo il 14 febbraio 1954 ed è figlio di John Scott, conte di Dalkeith (poi IX duca di Buccleuch) e di sua moglie, Jane McNeill. Discende da James Scott, I duca di Monmouth, primo figlio illegittimo di re Carlo II e della sua amante Lucy Walter. Attraverso re Carlo II è diretto discendente di Maria Stuarda. È stato battezzato poco dopo la sua nascita avendo come madrina la principessa Margaret, contessa di Snowdon.
È stato educato all'Eton College ed è stato paggio d'Onore della Regina madre dal 1967 al 1969. Nel 1973 suo padre ha ereditato i ducati di Buccleuch e Queensberry, e Richard ha ottenuto il titolo di cortesia di conte di Dalkeith. Nel 1976 ha conseguito un Bachelor of Arts presso il Christ Church College dell'Università di Oxford.
Lord Dalkeith è stato per un breve periodo di tempo nella direzione della Border Television dal 1989 al 1990 e nel 1994 è stato nominato membro della Millennium Commission come rappresentante per l'Inghilterra settentrionale. Nel dicembre del 1999 è stato nominato cavaliere commendatore dell'Ordine dell'Impero Britannico per i servizi prestati nelle celebrazioni per il giubileo. Ha lasciato la commissione nel 2003. Attualmente è presidente della National Trust for Scotland ed è membro della Royal Society di Edimburgo. Dalkeith ha prestato servizio come consigliere dell'Independent Television Commission, come membro per la Scozia, sino alla sua abolizione, e ha presenziato nel Winston Churchill Memorial Trust oltre ad essere presidente della Royal Scottish Geographical Society dal 1999 al 2005.
Attualmente il duca vive nel castello di Drumlanrig dove il 4 settembre 2007, alla morte del padre, ha ereditato i titoli di duca di Buccleuch e duca di Queensberry.
La collezione d'arte del duca di Buccleuch è di grande importanza nel Regno Unito; tra i pezzi più significativi ricordiamo il dipinto "Madonna dei Fusi" di Leonardo da Vinci valutato 30.000.000 di sterline che è stato rubato e poi ritrovato. Nel giugno 2008 nella collezione di Boughton House è stato scoperto un raro ritratto della giovane regina Elisabetta I d'Inghilterra, che è stato bene accolto da molti storici dell'arte.
Il 1º gennaio 2011, è stato nominato colonnello onorario del 6º Battaglione The Royal Regiment of Scotland. Ha lasciato questo incarico nel 2016. Alla fine del 2011 è stato nominato vice Luogotenente di Roxburgh, Ettrick e Lauderdale. È fiduciario della Royal Collection Trust, presidente del Gruppo Georgiano e membro onorario della Royal Royal Institution of Chartered Surveyors (HonRICS).
Nel 2013 il The Herald ha riferito che il duca era il più grande proprietario terriero privato della Scozia con circa 280 000 acri (110 000 ettari)
Il duca è presidente di St Andrew's First Aid. Ha un vivo interesse per il lavoro svolto dai suoi volontari nel promuovere la competenza di primo soccorso ed educare il pubblico nelle abilità di primo soccorso per rendere gli individui e le comunità più resilienti. La famiglia Buccleuch ha ricoperto la presidenza di St Andrew's First Aid sin dai primi anni del XX secolo.
Nell'ottobre del 2016 è stato nominato high steward dell'abbazia di Westminster, una posizione precedentemente già detenuta dal V duca alla fine del XIX secolo. Nel novembre del 2016 è stato nominato lord luogotenente di Roxburgh, Ettrick e Lauderdale. È entrato in carica il 28 dicembre successivo.
Nel dicembre del 2017 è stato nominato lord alto commissario all'assemblea generale della Chiesa di Scozia per l'anno 2018.
Il 30 novembre 2017 è stato nominato cavaliere compagno dell'Ordine del Cardo.
Le case di proprietà del Duca includono Boughton House, il castello di Drumlanrig, Dalkeith Palace e Bowhill House.

## Vita personale
Nel 1981 ha sposato lady Elizabeth Marian Frances Kerr (1954-2023), figlia di Peter Kerr, XII marchese di Lothian e sorella del XIII marchese di Lothian, il noto politico conservatore Michael Ancram. La coppia ha quattro figli:
- Louisa Jane Therese Montagu Douglas Scott (n. 1º ottobre 1982)
- Walter John Francis Montagu Douglas Scott, conte di Dalkeith (n. 2 agosto 1984)
- Charles David Peter Montagu Douglas Scott (n. 20 aprile 1987)
- Amabel Clare Alice Montagu Douglas Scott (n. 23 giugno 1992)

Sua moglie fu patrona del Royal Caledonian Ball.

## Ascendenza
|                                                         |                    |                       | Genitori                                    |  |  | Nonni |  |  | Bisnonni                                             |  |  | Trisnonni                                               |  |
|                                                         |                    |                       |                                             |  |  |       |  |  | 8. John Montagu Douglas Scott, VII duca di Buccleuch |  |  | 16. William Montagu Douglas Scott, VI duca di Buccleuch |  |
|                                                         |                    |                       |                                             |  |  |       |  |  | 8. John Montagu Douglas Scott, VII duca di Buccleuch |  |  | 16. William Montagu Douglas Scott, VI duca di Buccleuch |  |
|                                                         |                    | 17. Louisa Hamilton   |                                             |  |  |       |  |  | 8. John Montagu Douglas Scott, VII duca di Buccleuch |  |  |                                                         |  |
| 4. Walter Montagu Douglas Scott, VIII duca di Buccleuch |                    |                       |                                             |  |  |       |  |  | 8. John Montagu Douglas Scott, VII duca di Buccleuch |  |  |                                                         |  |
|                                                         |                    | 9. Molly Bridgeman    | 18. George Bridgeman, IV conte di Bradford  |  |  |       |  |  |                                                      |  |  |                                                         |  |
|                                                         |                    | 9. Molly Bridgeman    | 18. George Bridgeman, IV conte di Bradford  |  |  |       |  |  |                                                      |  |  |                                                         |  |
|                                                         |                    | 9. Molly Bridgeman    | 19. Ida Lumley                              |  |  |       |  |  |                                                      |  |  |                                                         |  |
| 2. John Scott, IX duca di Buccleuch                     |                    | 9. Molly Bridgeman    |                                             |  |  |       |  |  |                                                      |  |  |                                                         |  |
|                                                         |                    | 10. William Lascelles | 20. Frank Lascelles                         |  |  |       |  |  |                                                      |  |  |                                                         |  |
|                                                         |                    | 10. William Lascelles | 20. Frank Lascelles                         |  |  |       |  |  |                                                      |  |  |                                                         |  |
|                                                         |                    | 10. William Lascelles | 21. Mary Emma Olliffe                       |  |  |       |  |  |                                                      |  |  |                                                         |  |
| 5. Vreda Esther Mary Lascelles                          |                    | 10. William Lascelles |                                             |  |  |       |  |  |                                                      |  |  |                                                         |  |
|                                                         |                    | 11. Sybil Beauclerk   | 22. William Beauclerk, X duca di St. Albans |  |  |       |  |  |                                                      |  |  |                                                         |  |
|                                                         |                    | 11. Sybil Beauclerk   | 22. William Beauclerk, X duca di St. Albans |  |  |       |  |  |                                                      |  |  |                                                         |  |
|                                                         |                    | 11. Sybil Beauclerk   | 23. Sybil Grey                              |  |  |       |  |  |                                                      |  |  |                                                         |  |
| 1. Richard Scott, X duca di Buccleuch                   |                    | 11. Sybil Beauclerk   |                                             |  |  |       |  |  |                                                      |  |  |                                                         |  |
|                                                         | 12. Duncan McNeill | …                     |                                             |  |  |       |  |  |                                                      |  |  |                                                         |  |
|                                                         | 12. Duncan McNeill | …                     |                                             |  |  |       |  |  |                                                      |  |  |                                                         |  |
|                                                         | 12. Duncan McNeill | …                     |                                             |  |  |       |  |  |                                                      |  |  |                                                         |  |
| 6. John McNeill                                         | 12. Duncan McNeill |                       |                                             |  |  |       |  |  |                                                      |  |  |                                                         |  |
|                                                         |                    | …                     | …                                           |  |  |       |  |  |                                                      |  |  |                                                         |  |
|                                                         |                    | …                     | …                                           |  |  |       |  |  |                                                      |  |  |                                                         |  |
|                                                         |                    | …                     | …                                           |  |  |       |  |  |                                                      |  |  |                                                         |  |
| 3. Jane McNeill                                         |                    | …                     |                                             |  |  |       |  |  |                                                      |  |  |                                                         |  |
|                                                         |                    | 14. Francis Maynard   | …                                           |  |  |       |  |  |                                                      |  |  |                                                         |  |
|                                                         |                    | 14. Francis Maynard   | …                                           |  |  |       |  |  |                                                      |  |  |                                                         |  |
|                                                         |                    | 14. Francis Maynard   | …                                           |  |  |       |  |  |                                                      |  |  |                                                         |  |
| 7. Amy Yvonne Maynard                                   |                    | 14. Francis Maynard   |                                             |  |  |       |  |  |                                                      |  |  |                                                         |  |
|                                                         |                    | …                     | …                                           |  |  |       |  |  |                                                      |  |  |                                                         |  |
|                                                         |                    | …                     | …                                           |  |  |       |  |  |                                                      |  |  |                                                         |  |
|                                                         |                    | …                     | …                                           |  |  |       |  |  |                                                      |  |  |                                                         |  |
|                                                         |                    | …                     |                                             |  |  |       |  |  |                                                      |  |  |                                                         |  |